# Caicosroes II
Guiatadim Caicosroes ibne Caicobado (em árabe e persa: غياث الدين كيخسرو بن كيقباد; romaniz.: Ghiyath al-Din Kaykhusraw bin Kayqubad), melhor conhecido como Guiaçadim Caicosroes II (em turco: II. Gıyaseddin Keyhüsrev), Caicosroes II (em latim: Caichosroes II), Caicosru II ou Gaiasadino Menor (em latim: Gaiasadinus Minor), foi o sultão seljúcida de Rum que reinou de 1237 até à data da sua morte, em 1246. Era o sultão reinante aquando da revolta de Baba Ixaque e da invasão mongol da Anatólia. Foi ele o comandante das tropas seljúcidas e seus aliados cristãos na Batalha de Köse Dağ, em 1243, na qual foi derrotado. Foi o último dos sultões seljúcidas a deter algum poder e morreu vassalo dos mongóis.

## Ascensão ao poder
Caicosroes era o filho de Caicobado I e da sua mulher Hunata Hatuna, a filha do nobre arménio Kir Fard. Apesar de Caicosroes ser o primogénito, o seu pai escolheu como seu sucessor o irmão mais novo Izaldim, um dos seus dois filhos com outra esposa, uma princesa aiúbida. Em 1226, Caicobado entregou o governo da recentemente anexada Erzinjane a Caicosroes. Juntamente com o general Camiar, o jovem príncipe participou na conquista de Erzurum e, posteriormente, de Aquelate.
Em 1236-37, razias mongóis apoiadas pelos Bagrationi da Geórgia devastaram os campos da Anatólia até às muralhas de Sivas e Malátia. Como os cavaleiros mongóis desapareciam tão rapidamente como apareciam, Caicobado resolveu punir os georgianos, aliados dos mongóis. Quando o exército seljúcida se aproximava dos seus territórios, a rainha Rusudan da Geórgia pediu a paz, oferecendo a sua filha Tamar (em turco: Gürcü Hatun, também conhecida por Tamara) em casamento a Caicosroes. A paz foi celebrada e o casamento realizou-se em 1240.
Após a morte de de Caicobado em 1237, Caicosroes tomou o trono com o apoio de diversos emires poderosos da Anatólia. O arquiteto do início do seu reinado foi Sadedim Copeque, mestre da caça e ministro das obras públicas. Copeque distinguiu-se pelos assassínios políticos e defendeu a sua forte influência na corte com uma série de execuções. Foi também responsável pela captura de Diarbaquir, no que é hoje o sudeste da Turquia, aos aiúbidas em 1241.

## A revolta de Baba Ixaque
Ao mesmo tempo que os mongóis ameaçavam o estado seljúcida do exterior, um novo perigo surgiu no interior: um pregador carismático, Baba Ixaque, fomentou a rebelião entre os turcomenos da Anatólia.
Os turcomenos, um povo turco nómada, tinham começado a vir para a Anatólia uns anos antes da Batalha de Manzicerta (1071). Depois disso, as migrações turcas prosseguiram praticamente sem entraves. Tanto o seu número como o poder de persuasão dos seus líderes religiosos, xamãs islamizados conhecidos como babas ou dedes, tiveram um papel importante na conversão ao islamismo de cristãos anatólios. A classe militar seljúcida persianizada esforçou-se por impedir que os esses nómadas invadissem áreas ocupadas por agricultores e importunassem os estados cristãos vizinhos. Os turcomenos foram empurrados para terras marginais, a maior parte delas montanhosas ou em zonas fronteiriças.
Baba Ixaque era um desses líderes religiosos turcomenos, mas ao contrário dos seus predecessores, cuja influência se limitava a pequenos grupo tribais, a sua autoridade estendia-se sobre uma vasta população turcomena. Não se conhece o conteúdo das suas pregações, mas o facto de se ter intitulado raçul (profeta ou mensageiro), um título normalmente aplicado a Maomé, sugere algo para além do Islão ortodoxo.
A revolta iniciou-se cerca de 1240, na área fronteiriça remota de Cafarçude, na parte oriental dos Montes Tauro e espalhou-se rapidamente até à região de Amásia, bastante a norte. As tropas seljúcidas de Malátia e de Amásia foram destruídos e rapidamente as regiões à volta de Kayseri, Sivas e Tocate estavam sob o controle dos rebeldes. Baba Ixaque foi morto, mas os turcomenos continuaram a rebelião contra a autoridade central seljúcida. A revolta foi finalmente contida quando os rebeldes foram encurralados e derrotados perto de Kırşehir, provavelmente em 1242 ou 1243. O frade dominicano Simon de Saint-Quentin, que integrou a embaixada enviada pelo Papa Inocêncio IV aos mongóis em 1245 atribuiu a vitória sobre os rebeldes a um grupo numeroso de mercenários francos ao serviço dos seljúcidas.

## Legado
Caicosroes morreu deixando três filhos: Izaldim Caicaus, com onze anos, neto de um padre grego; Roquonadim Quilije Arslã, com nove anos, filho de uma mulher turca de Cônia; Caicobado, filho da princesa georgiana Tamar, de sete anos.
Caicosroes nomeou como seu herdeiro o filho mais novo, mas dado que era uma criança fraca, o novo vizir Xameçadim de Ispaã colocou no trono como cogovernantes os outros dois irmãos, numa tentativa de manter o controle seljúcida da Anatólia face à ameaça mongol. Embora enfraquecido, o poder seljúcida manteve-se em grande parte intacto até à morte de Caicosroes em 1246. Os mongóis fracassaram em apoderar-se tanto do tesouro do sultão como da sua capital, Cônia, e as terras do sultanato escaparam às piores depredações dos invasores. O que determinou a queda da dinastia foi Caicosroes não ter sido capaz de nomear um sucessor competente. Com a escolha dos três jovens irmãos para o trono, o poder seljúcida passou das mãos dos príncipes para as mãos dos administradores da corte.

## Numismática

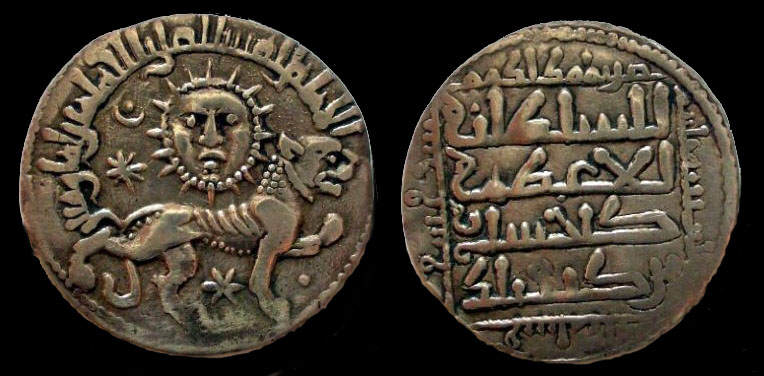
Dirrã cunhada em Sivas em 1240 ou 1241, durante o reinado de Caicosroes

Entre 638 e 641 do calendário islâmico (1240-1243), foram cunhadas uma série de notáveis dirrãs em nome de Caicosroes em Sivas e Cônia, mostrando um leão e um sol. Embora moedas com imagens não sejam desconhecidas em terras islâmicas, particularmente nos séculos a seguir às Cruzadas, algumas tradições muçulmanas proíbem a representação de coisas vivas.
Teem sido avançadas diversas explicações sobre o significado do leão e o sol. Alguns sugerem que as imagens representam a constelação Leo, símbolo da signo astrológico da sua esposa georgiana Tamar. Outa explicação avançada é que o leão representa Caicosroes e o sol representa Tamar.